# Мала Пурга
Мала́ Пурга́ (рос. Мала Пурга, удм. Пичи Пурга) — село, центр Малопургинського району Удмуртії, Росія.
Урбаноніми:
- вулиці — 1-а Джерельна, 2-а Джерельна, 60-річчя Перемоги, Азіна, Білокам'яна, Берегова, Березова, Будівників, Будьонного, Бузкова, Верхня, Вишнева, Ворошилова, Гагаріна, Джерельна, Дружби, Жовтнева, Закіра Султанова, Залізнична, Залісна, Зангарі, Зарічна, Західна, Зелена, Інвожо, Італмас, Кабельна, Кірзавод, Кірова, Колгоспна, Комунальна, Коротка, Кутня, Леніна, Лісова, Лучна, Луніна, Малопургинська, Миру, Молодіжна, Набережна, Нагірна, Надії, Нова, Новонабережна, Ошмес, Паркова, Перемоги, Першотравнева, Південна, Північна, Піонерська, Польова, Праці, Пушкіна, Радянська, Садова, Свободи, Сонячна, Соснова, Союзна, Східна, Травнева, Трактова, Тюрагай, Удмуртська, Цегляна, Шкільна, Ювілейна
- провулки — Будьонного, Жовтневий, Південний
- площі — Перемоги

## Населення
Населення — 7711 осіб (2010; 6879 в 2002).
Національний склад станом на 2002 рік:
- удмурти — 74 %

## Історія
В 1859—1860 роках в селі збудовано дерев'яну церкву і 12 грудня храм освячений на честь Архістратига Михаїла. З часом храм застарів і 1902 року йому на зміну була збудована кам'яна церква, освячена 3 січня. 1921 року село в складі Малопургинської волості передане із Сарапульського повіту В'ятської губернії до Іжевського повіту Вотської АО. 1929 року при розділі Іжевського повіту був утворений Малопургинський район, село стає районним центром. 1 лютого 1963 року район був тимчасово ліквідований і село, до 12 січня 1965 року, входило до складу Іжевського району.

## Господарство
В селі працюють лісгосп, МСО, меблева фабрика та ЗАТ «Малапургапроменерго». Серед закладів соціальної сфери діють 3 садочки («Італмас», «Росинка» та «Дзвіночок»), середня школа, гімназія, спортивна школа, центр освіти, центр дитячої творчості, центр естетичного виховання дітей «Пурга Кізиліос», а також районна лікарня.